# Berville-sur-Seine
 Berville-sur-Seine  es una población y comuna francesa, en la región de Alta Normandía, departamento de Sena Marítimo, en el distrito de Ruan y cantón de Duclair.

## Demografía
| 299 | 277 | 305 | 486 | 478 | 552 |
| Para los censos de 1962 a 1999 la población legal corresponde a la población sin duplicidades (Fuente: INSEE [Consultar]) |     |     |     |     |     |